# Scotinotylus altaicus
Scotinotylus altaicus är en spindelart som beskrevs av Marusik, Hippa och Koponen 1996. Scotinotylus altaicus ingår i släktet Scotinotylus och familjen täckvävarspindlar. Inga underarter finns listade i Catalogue of Life.